# Angioblast
Angioblasten zijn naast hemangioblasten embryonale cellen waaruit het endotheel van bloedvaten ontstaat. Ze zijn afkomstig van het embryonale mesoderm. Bloedvaten ontstaan eerst in verschillende verspreide vasculaire gebieden (bloedeilandjes) die zich gelijktijdig ontwikkelen tussen het endoderm en het mesoderm van de dooierzak, allantois, hechtsteel en chorion, d.w.z. buiten het lichaam van het embryo. Hier differentieert een nieuw celtype, de angioblast, uit het mesoderm.
Tijdens de vasculogenese werken mechanische stimuli, gegenereerd door de vroege bloedstroom, in op voorloper-endotheelcellen ontstaan uit de angioblasten en worden ze voornamelijk doorgegeven door de mechanosensitieve ionkanalen van TRPV4/PIEZO1, die de vorming van het capillaire netwerk stimuleren.
Angioblasten vormen tijdens hun deling kleine, dichte syncytiale massa's, die zich al snel via fijne uitlopers met soortgelijke massa's verbinden om capillaire netwerken te vormen. Ze vormen bloedvaten door middel van vasculogenese en angiogenese.
|  |  |